# Jazzamor
Jazzamor est un duo musical d'origine allemande, constitué de Bettina Mischke et Roland Grosch. Leur musique combine des éléments de la musique lounge, du jazz et de la bossa nova.

## Discographie
- Lazy Sunday Afternoon (2002 · Blue Flame Records)
- A Piece of my Heart (2004 · Blue Flame Records)
- Travel... (2006 · Blue Flame Records)
- Beautiful Day (2007 · Blue Flame Records)
- Selection – Songs for a Beautiful Day (2008 · Blue Flame Records/Rough Trade)
- Lucent Touch (2011 · Blue Flame Records/Rough Trade)